# Calophyllum tacamahaca
Calophyllum tacamahaca är en tvåhjärtbladig växtart som beskrevs av Carl Ludwig von Willdenow. Calophyllum tacamahaca ingår i släktet Calophyllum och familjen Calophyllaceae. Inga underarter finns listade i Catalogue of Life.

## Bildgalleri

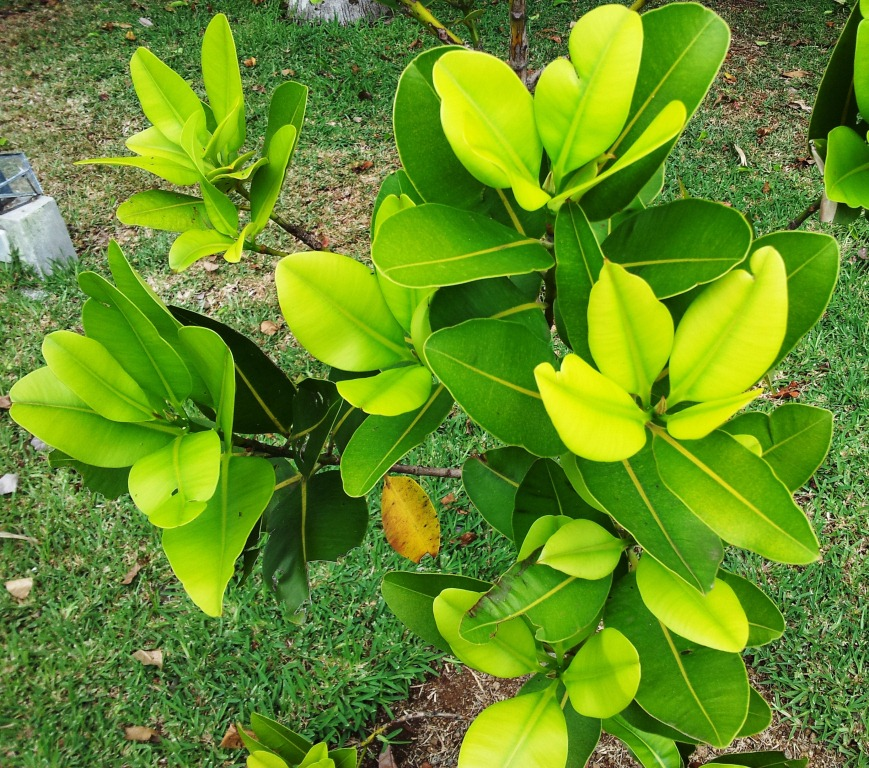